# Hubert Waelrant
Hubert Waelrant (* 1516 oder 1517 möglicherweise in Antwerpen; † 19. November 1595 in Antwerpen) war ein franko-flämischer Komponist, Sänger, Musiktheoretiker und Musikverleger der späten Renaissance.

## Leben und Wirken
Hubert Waelrant hatte in den Antwerpener Archiven etliche Namenskollegen mit ähnlicher Schreibweise; diese Tatsache führte eine gewisse Zeit zu Problemen mit seiner Identität. Gesichert ist, dass ein „Hubertus Walraet“ 1531 an der Universität Löwen eingeschrieben war (im Namen ein geklärter Schreibfehler); hieraus würde sich auch sein Titel (Maistre, Magister) ergeben sowie die humanistische Bildung erklären, die in seinen Widmungen erkennbar ist. Die zeitweilig herrschende Annahme, dass er auch in Italien studiert hat, ist nicht gesichert; es gibt hierfür keine Belege. Die offenbar guten Kenntnisse der italienischen Sprache kann er auch bei den vielen wohlhabenden italienischen Kaufleuten in Antwerpen erworben haben. Er hat jedenfalls als einer der Ersten in den Spanischen Niederlanden in größerer Zahl Madrigale (auf die italienischen Texte) geschrieben. Von 1544 bis 1545 hat er etwa ein Jahr lang bei den Abendandachten und Messen in der Liebfrauenkathedrale und in der St. Jakobskirche in Antwerpen als Tenorsänger mitgewirkt. Von 1553 bis 1556 hatte er sich im Haus des Spielmanns Gregorius de Coninck eingemietet; Teil des Mietvertrages war, dass Waelrant den Knaben, die bei dem Mietherrn eine Lehre absolviert haben, kostenlosen Gesangsunterricht erteilen sollte. In den Jahren 1554 bis 1558 arbeitete er mit dem Drucker Jan De Laet zusammen (Waelrant & Laet) und wirkte hier als Verleger und Verkäufer; in dieser Zeit haben beide 16 schön gestaltete Musikdrucke herausgebracht.
Hubert Waelrant heiratete drei Mal, 1547 Maria Loochenborch, 1564 Anna Ablyt und 1581 Johanna Cleerhagen; drei Söhne des Komponisten, Raymond (1549–1617), Peter (etwa 1552–1603) und Paul († nach 1596) haben als Organisten gewirkt. Im Jahr 1561 gab es in Antwerpen einen Wettbewerb unter Rhetorikern, „Landjuweel der rederijkers“, zu dem als Gelegenheitskomposition anonym ein fünfstimmiges niederländisches Lied geschrieben wurde, „Ghelijc den dach hem baert“, von De Laet verlegt; es stammt möglicherweise von Waelrant. Als für die zwischenzeitlich zur Kathedrale erhobene Antwerpener Liebfrauenkirche 1563 von Jean Fer ein Glockenspiel angeschafft wurde, war Waelrant für die Stimmung dieses Glockenspiels als Berater aktiv. Nachdem die Gedichtreihe „Lofsang van Braband“ des Autors Jan van der Noot 1580 erschienen war, schrieb Waelrant 1583/84, ebenso wie Andreas Pevernage, Cornelis Verdonck und Gregorius Trehou (um 1550–1619), auf die niederländischen Texte einen mehrstimmigen Liedsatz; diese Kompositionen sind nicht erhalten geblieben. Im Jahr 1585 hat Waelrant bei den Verlegern Phalèse und Bellère die Sammlung Symphonia angelica mit 55 vier- bis sechsstimmigen Madrigalen herausgegeben; fünf davon sind von ihm selbst. Diese Ausgabe war recht erfolgreich: zwischen 1590 und 1629 sind davon etliche zum Teil revidierte Neuauflagen erschienen. Waelrant schien im Hinblick auf seine Veröffentlichungen und Texte durchaus dem Protestantismus zuzuneigen, blieb aber offiziell, insbesondere nach den Listen der Antwerpener Bürgerwache, Katholik und hat auch für sich und seine dritte Frau ein normales kirchliches Begräbnis vorgesehen. Nach Aussage seines Schülers Franciscus Sweertius (Frans Sweert) starb der Komponist im Alter von 78 Jahren am 19. November 1595 und wurde drei Tage später vor dem Chor der Liebfrauenkathedrale beigesetzt.

## Bedeutung
Eine besondere Bedeutung hat Hubert Waelrant, zusammen mit Jan De Laet, als Musikverleger. In ihrem Verlag erschienen acht Sammelbände mit Motetten, davon ein Einzeldruck mit Waelrants eigenen Werken und sieben Anthologien mit Kompositionen von Jacobus Clemens non Papa, Thomas Crécquillon und vor allem von weniger bekannten Komponisten aus Frankreich und den Spanischen Niederlanden. Nach 1555 kamen mehr französische Chansons und Psalmvertonungen zum Zuge, und zwar in vier Sammelbänden mit dem Titel Jardin musical und einem Einzeldruck für den Komponisten Jean Louys. Im Jahr 1558 folgte noch ein Sammelband mit Madrigalen und Chansons nur von Waelrant selbst. Kennzeichen der Ausgaben von Waelrant & Laet ist der ungewöhnlich sorgfältige Druck unter besonderer Berücksichtigung der zusätzlichen Vorzeichensetzung (Musica ficta) und der Textunterlegung.
Waelrants Name wurde auch mit einem neuen Solmisations-System in Zusammenhang gebracht, in dem die bisherigen ersten sechs Tonnamen der Tonleiter ut, re, mi, fa, sol, la durch die neuen Silben bo, se, di, ga, lo, ma ersetzt wurden („Bocedisatio“) und um die beiden zusätzlichen Silben ni und do erweitert wurden. Auf seinen Schüler Frans Sweerts (1628) geht die Behauptung zurück, Waelrant sei der Erfinder dieser Neuerungen gewesen; sie werden jedoch auch anderen niederländischen Musikern zugeschrieben.
In seinen Kompositionen geht Hubert Waelrant in der Gattung des italienischen Madrigals von Clemens non Papa und Crécquillon aus und beschreitet dann selbständige Wege. Hier sind besonders zu erwähnen seine sorgfältige Textunterlegung, seine Ausdrucksgestaltung durch expressive Akkorde mit Querständen und Einsatz von Chromatik, der Wechsel zwischen strengem und freiem Kontrapunkt und der Wechsel zwischen deklamatorischen und melismatischen Abschnitten. In seinen französischen Chansons, davon einige Vertonungen von Texten von Clément Marot, fallen die Wechsel zwischen melancholischem und verspieltem Ausdruck auf, die auch in seinen Madrigalen (canzoni alla napolitana) enthalten sind. Besondere Verbreitung fand sein niederländisches Lied „Als ick u vinde“, erstmals in Ausgaben des Livre septième des chansons (1589), und später in französischen, englischen und deutschen Versionen bis ins 20. Jahrhundert.

## Werke
- Motetten
  - „Sacrarum cantionum […] liber sextus“ zu fünf bis sechs Stimmen, Antwerpen 1558, mit 15 Motetten
  - 11 weitere Motetten zu drei bis sechs Stimmen in Drucken von 1553–1556, davon eventuell eine von Adrian Willaert
  - 9 weitere Motetten zu vier bis acht Stimmen (alle unvollständig)
- Chansons und Psalmvertonungen
  - „Il primo libro de madrigali e canzoni francezi / Primier livre de chansons francoyses“ zu fünf Stimmen, Antwerpen 1558, mit 11 Chansons
  - 24 weitere Chansons zu drei, vier und sechs Stimmen in Ausgaben von 1552 bis 1589
  - 6 weitere Chansons zu vier bis fünf Stimmen (unvollständig)
- Madrigale, Villanesche und Napolitane
  - „Il primo libro de madrigali et canzoni francezi / Primier livre de chansons francoyses“ zu fünf Stimmen, Antwerpen 1558, mit 9 Madrigalen
  - „Le canzon napolitane“ zu drei bis vier Stimmen, Venedig 1565, mit 30 Madrigalen (unvollständig)
  - 7 weitere Madrigale zu vier und sechs Stimmen in Ausgaben von 1561 und 1585
  - 20 weitere Madrigale zu vier und sechs Stimmen (darunter 17 Unika)
- Mehrstimmige niederländische Lieder
  - Lied „Als ick u vinde“ zu vier Stimmen, 1584, auch als „Vorria morire“ 1585 überliefert
  - Lied „Ghelijc den dach hem baert“ zu fünf Stimmen, 1561, Waelrant 1892 von Goovaerts zugeschrieben
- Instrumentalmusik
  - Intavolierung von 2 Madrigalen, 1584
  - Intavolierung von 2 Canzonas, 1600
  - Intavolierung von „Vorria morire“